# Championnat d'Europe féminin de water-polo 2014
 (février 2015).
Navigation
Édition 2012 Édition 2016
Le championnat d'Europe de water-polo féminin de 2014 est la 14e édition de la principale compétition européenne de water-polo entre nations. Elle est organisée à Budapest en 2014 par la Ligue européenne de natation.

## Équipes qualifiées
Outre les quatre meilleures équipes de l'édition précédente, auxquelles appartient l'équipe du pays hôte, quatre équipes se qualifient lors de poules de qualifications jouées en 2012 et 2013.
| Compétition               | Date                  | Lieu                 | Nombre de places        | Qualifiés           |
| ------------------------- | --------------------- | -------------------- | ----------------------- | ------------------- |
| Pays organisateur         | Pays organisateur     | Pays organisateur    | 1                       | Hongrie             |
| Championnat d’Europe 2012 | 16 au 29 janvier 2012 | Eindhoven (Pays-Bas) | 3 (ordre du classement) | Italie Grèce Russie |
| Qualifications            |                       | multiples            | 4                       |                     |
| TOTAL                     |                       |                      | 8                       |                     |

## Tour de qualification
Les équipes prétendant à une place en phase finale du championnat d'Europe jouent par groupe des rencontres en matches aller-retour. Les deux premiers de chaque groupe, soit quatre équipes, se qualifient pour la phase finale à Budapest.
Le tirage au sort des groupes a lieu fin mai 2012 à Debrecen, pendant les Championnats d'Europe de natation 2012.

### Groupe A
| Rang | Équipe          | Pts | J | G | N | P | Bp | Bc | Diff |
| ---- | --------------- | --- | - | - | - | - | -- | -- | ---- |
| 1    | Espagne         | 0   | 0 | 0 | 0 | 0 | 0  | 0  | 0    |
| 2    | Grande-Bretagne | 0   | 0 | 0 | 0 | 0 | 0  | 0  | 0    |
| 3    | Ukraine         | 0   | 0 | 0 | 0 | 0 | 0  | 0  | 0    |
| 4    | Croatie         | 0   | 0 | 0 | 0 | 0 | 0  | 0  | 0    |
| 5    | Serbie          | 0   | 0 | 0 | 0 | 0 | 0  | 0  | 0    |

| Date |  | Score |  | Quarts-temps |
| ---- |  | ----- |  | ------------ |
|      |  | -     |  | - ; -        |
|      |  | -     |  | - ; -        |
|      |  | -     |  | - ; -        |
|      |  | -     |  | - ; -        |
|      |  | -     |  | - ; -        |
|      |  | -     |  | - ; -        |
|      |  | -     |  | - ; -        |
|      |  | -     |  | - ; -        |
|      |  | -     |  | - ; -        |
|      |  | -     |  | - ; -        |
|      |  | -     |  | - ; -        |
|      |  | -     |  | - ; -        |

### Groupe B
| Rang | Équipe             | Pts | J | G | N | P | Bp | Bc | Diff |
| ---- | ------------------ | --- | - | - | - | - | -- | -- | ---- |
| 1    | Pays-Bas           | 0   | 0 | 0 | 0 | 0 | 0  | 0  | 0    |
| 2    | Allemagne          | 0   | 0 | 0 | 0 | 0 | 0  | 0  | 0    |
| 3    | France             | 0   | 0 | 0 | 0 | 0 | 0  | 0  | 0    |
| 4    | République tchèque | 0   | 0 | 0 | 0 | 0 | 0  | 0  | 0    |

| Date |  | Score |  | Quarts-temps |
| ---- |  | ----- |  | ------------ |
|      |  | -     |  | - ; -        |
|      |  | -     |  | - ; -        |
|      |  | -     |  | - ; -        |
|      |  | -     |  | - ; -        |
|      |  | -     |  | - ; -        |
|      |  | -     |  | - ; -        |
|      |  | -     |  | - ; -        |
|      |  | -     |  | - ; -        |
|      |  | -     |  | - ; -        |
|      |  | -     |  | - ; -        |
|      |  | -     |  | - ; -        |
|      |  | -     |  | - ; -        |

## Sources et références
- Règlement des championnats d'Europe de water-polo, Ligue européenne de natation, 29 mai 2010.